# Andre Norton
Andre Norton (* 17. Februar 1912 in Cleveland, Ohio; † 17. März 2005 in
Murfreesboro, Tennessee; eigentlich Alice Mary Norton) war eine US-amerikanische Science-Fiction- und Fantasy-Autorin.
Norton, die 130 Romane sowie etwa einhundert Kurzgeschichten verfasste und zahlreiche Anthologien herausgab, wurde 1997 als erste Frau in die Science Fiction Hall of Fame aufgenommen. Für ihr umfangreiches Werk wurde sie unter anderem mit dem Balrog-, Skylark- und World Fantasy-Award ausgezeichnet. Als erste Frau erhielt sie den Gandalf Grand Master of Fantasy Award. Nortons Werk beschränkt sich nicht auf Science Fiction und Fantasy, sie schrieb ebenfalls Mystery-Thriller und Westernromane.
Ihre Hexenwelt-Serie ist jedoch etwas anders geartet als die meisten Fantasyserien. Nicht ein Held ist das Hauptelement, sondern die Welt. Die Hexenwelt ist es, die diese ca. 20 Bände verbindet.

## Leben
Andre Norton besuchte die Collingwood High School und schrieb dort für die Schülerzeitung Collingwood Spotlight, für die sie eine eigene Seite betreute. Zur gleichen Zeit begann sie an ihrem ersten Roman Ralestone Luck zu schreiben. Sie studierte Geschichte am Flora Stone Mather College, verließ das College aber nach dem ersten Jahr, da sie ihre Familie während der Depression unterstützen musste. Während sie verschiedene Jobs annahm, belegte sie Abendkurse in Journalismus und Englisch am Cleveland College. Unter anderem arbeitete sie für die Library of Congress während des Zweiten Weltkrieges und für die Kinderabteilung der öffentlichen Bibliothek in Cleveland.
Nachdem im Jahr 1934 ihr erster Roman The Prince Commands erschienen war, legte ihr Herausgeber ihr nahe, ein männliches Pseudonym zu benutzen, da männliche Autoren bei den jugendlichen Konsumenten von Fantasygeschichten besser ankämen. Sie nannte sich zuerst Andrew North, ehe später ihre Veröffentlichungen unter dem Namen Andre Norton erschienen. Im Jahr 1958 entschied sie sich, das Schreiben zu ihrem Beruf zu machen. 1966 zog Norton nach Florida um, später nach Tennessee, wo sie 1999 die High-Hallack-Recherche-Bibliothek für Autoren eröffnete. Ihr letzter Roman, Three Hands for Scorpio, erschien im April 2005. Norton, die nie verheiratet war, liebte Katzen und Bücher.

## Auszeichnungen
- 1975: Phoenix Award für das Lebenswerk
- 1977: Gandalf Award, Grand Master of Fantasy
- 1979: Balrog Award für das Lebenswerk
- 1983: Skylark Award für Beiträge zur SF im Sinn von E. E. Smith
- 1984: SFWA Grand Master Award
- 1987: World Fantasy Award, Spezialpreis
- 1988: Big Heart Award für Verdienste als Mitglied der SF-Community
- 1989: Forry Award für das Lebenswerk
- 1994: First Fandom Hall of Fame Award für seit der Zeit der ersten Worldcon aktive Mitglieder der SF-Community
- 1997: Science Fiction Hall of Fame
- 1998: World Fantasy Award für das Lebenswerk
- 2002: Southeastern SF Achievement Award für das Lebenswerk
- 2003: Sir Julius Vogel Award für den Roman Beast Master's Ark (zusammen mit Lyn McConchie)
- 2005: Sir Julius Vogel Award für den Roman Beastmaster's Circus (zusammen mit Lyn McConchie)
- 2006: Sir Julius Vogel Award für den Roman The Duke's Ballad (zusammen mit Lyn McConchie)

## Bibliografie

### Serien und Zyklen
Die Serien sind nach dem Erscheinungsjahr des ersten Teils geordnet.
Lorens van Norreys
- The Sword is Drawn (1944)
- Sword in Sheath (1949, auch: Island of the Lost)
- At Swords’ Points (1954)

Central Control
- Star Rangers auch: The Last Planet (1953)
  - Deutsch: Weltraum-Ranger greifen ein. Pabel, 1955.
- Star Guard (1955)
  - Deutsch: Die Rebellen auch: Die Rebellen von Terra. Pabel, 1958.

Pax / Astra
- The Stars Are Ours (1954)
  - Deutsch: Die Sterne gehören uns auch: Terra auch: Ad Astra. 1956, ISBN 3-548-03082-3.
- Star Born (1957)
  - Deutsch: Flammen über Astra. 1964, Moewig.

Solar Queen
- Sargasso of Space (1955)
  - Deutsch: Der unheimliche Planet auch: Die Raumschiff-Falle auch: Gefangen auf Limbo. 1956, ISBN 3-414-12710-5.
- Plague Ship (1956)
  - Deutsch: Gefährliche Landung. 1958.
- Voodoo Planet (1959, als Andrew North)
- Postmarked the Stars (1969)
  - Deutsch: Verschwörung im All. 1975, ISBN 3-414-15110-3.
- Redline the Stars (1993, mit Pauline M. Griffin)
- Derelict for Trade (1997, mit Sherwood Smith)
- A Mind for Trade (1997, mit Sherwood Smith)

Crosstime
- The Crossroads of Time (1956)
  - Deutsch: Kreuzweg der Zeit. 1976, ISBN 3-548-03203-6.
- Quest Crosstime auch: Crosstime Agent (1965)
  - Deutsch: Hetzjagd der Zeitgardisten. Pabel, 1967.

Time Traders
- The Time Traders (1958)
  - Deutsch: Operation Vergangenheit. 1964, ISBN 3-8118-3850-4.
- Galactic Derelict (1959)
  - Deutsch: Wrack im All auch Spähtrupp in die Vergangenheit. 1964, ISBN 3-548-03160-9.
- The Defiant Agents (1962)
  - Deutsch: Schiffbruch der Zeitagenten. Moewig, 1964.
- Key Out of Time (1963)
  - Deutsch: Das Duell der Zeitagenten. Moewig, 1965.
- Firehand (1994, mit Pauline M. Griffin)
- Echoes in Time (1999, mit Sherwood Smith)
- Atlantis Endgame (2002, mit Sherwood Smith)

Hosteen Storm
- The Beast Master (1959)
  - Deutsch: Der letzte der Navajos. Moewig, 1963.
- Lord of Thunder (1962)
- Beast Master’s Ark (2002, mit Lyn McConchie)
- Beast Master’s Circus (2004, mit Lyn McConchie)
- Beast Master’s Quest (2006, mit Lyn McConchie)

Forerunner
- Storm over Warlock (1960)
  - Deutsch: Sturm über Warlock auch Die Hexen von Warlock. 1962, ISBN 3-548-03097-1.
- Ordeal in Otherwhere (1964)
  - Deutsch: Im Bann der Träume. Moewig, 1970.
- Forerunner (1971)
- Forerunner Foray (1973)
- The Second Venture (1985)

Dipple
- Catseye (1961)
- Night of Masks (1964)

Rebel
- Ride Proud, Rebel! (1961)
- Rebel Spurs (1962)

Hexenwelt-Zyklus – Witch World
Estcarp Cycle:
- Witch World (1963)
  - Deutsch: Gefangene der Dämonen. 1974, ISBN 3-8118-3807-5.
- Web of the Witch World (1964)
  - Deutsch: Im Netz der Magie. 1975, ISBN 3-8118-3809-1.
- Three Against the Witch World (1965)
  - Deutsch: Bannkreis des Bösen. 1975, ISBN 3-8118-3832-6.
- Warlock of the Witch World (1967)
  - Deutsch: Angriff der Schatten. Pabel, 1976.
- Sorceress of the Witch World (1968)
  - Deutsch: Das Mädchen und der Magier. Pabel, 1976.
- Trey of Swords (1977)
  - Deutsch: Schergen des Bösen. Pabel, 1980.
- Ware Hawk (1983)
- The Gate of the Cat (1987)

High Halleck Cycle:
- The Year of the Unicorn (1965)
  - Deutsch: Die Braut des Tiermenschen. Pabel, 1977.
- The Crystal Gryphon (1972)
  - Deutsch: Der kristallene Greif. Pabel, 1981.
- Spell of the Witch World (1972)
  - Deutsch: Ingarets Fluch. Pabel, 1977.
- The Jargoon Pard (1974)
- Zarsthor’s Bane (1978)
  - Deutsch: Die Macht der Hexenwelt. Pabel, 1978.
- Horn Crown (1981)
  - Deutsch: Die Krone der Hexenwelt. 1984, ISBN 3-404-20056-X.
- Gryphon in Glory (1981)
- Gryphon’s Eyrie (1984)
  - Deutsch: Das Erbe der Hexenwelt. 1986, ISBN 3-404-20088-8.
- Were-Wrath (1989)
- Songsmith (1992, mit A. C. Crispin)

The Turning:
- Port of Dead Ships (1991, mit Pauline M. Griffin)
- Seakeep (1991, mit Pauline M. Griffin)
- Exile (1992, mit Mary H. Schaub)
- Falcon Hope (1992, mit Pauline M. Griffin)
- Falcon Magic (1994, mit Sasha Miller)
- We, the Women (1994, mit Patricia Shaw Mathews)

Secrets of the Witch World:
- The Key of the Keplian (1995, mit Lyn McConchie)
- The Magestone (1996, mit Mary H. Schaub)
- The Warding of Witch World (1996)

Witch World Chronicles:
- Ciara’s Song (1998, mit Lyn McConchie)
- The Duke’s Ballad (2005, mit Lyn McConchie)
- Silver May Tarnish (2005, mit Lyn McConchie)

Andere Witch-World-Bücher:
- Lore of the Witch World (1980)
- Tales of the Witch World 1 (1987)
- Tales of the Witch World 2 (1988)
- Four from the Witch World (1989)
- Tales of the Witch World 3 (1990)

Janus
- Judgment on Janus (1963)
- Victory On Janus (1966)

Magic Books
- Steel Magic (1965, auch als Gray magic)
- Octagon Magic (1967)
- Dragon Magic (1967)
- Fur Magic (1968)
- Lavender-Green Magic (1974)
- Red Hart Magic (1976)

Moonsinger
- Moon of Three Rings (1966)
  - Deutsch: Das Geheimnis der Mondsänger. 1969, ISBN 3-8118-3806-7.
- Exiles of the Stars (1971)
  - Deutsch: Verfemte des Alls. 1972, ISBN 3-8118-3808-3.
- Flight in Yiktor (1986)
- Dare to Go A-hunting (1989)
- Brother to Shadows (1993)

Dark Companion
- Dark Piper (1968)
- Dread Companion (1970)
  - Deutsch: Die Welt der grünen Lady. Pabel, 1972.

Murdoc Jern
- The Zero Stone (1968)
  - Deutsch: Der Schlüssel zur Sternenmacht. Moewig, 1969.
- Uncharted Stars (1969)
  - Deutsch: Sterne ohne Namen. Moewig, 1970.

Gods and Androids
- Android at Arms (1971)
  - Deutsch: Androiden im Einsatz. Pabel, 1974.
- Wraiths of Time (1976)
  - Deutsch: Schlüssel zur anderen Zeit. 1986.

Star Ka’at (mit Dorothy Madlee)
- Star Ka’at (1976)
- Star Ka’at World (1976)
- Star Ka’Ats and the Plant People (1979)
- Star Ka’Ats and the Winged Warriors (1981)

Trillium (mit Marion Zimmer Bradley und Julian May)
- Black Trillium (1990)
  - Deutsch: Das Amulett von Ruwenda auch: Die Zauberin von Ruwenda. 1994, ISBN 3-453-09221-X.
- Golden Trillium (1993)
  - Deutsch: Hüter der Träume. 1996, ISBN 3-453-12510-X.

Halfblood Chronicles (mit Mercedes Lackey)
- Elvenbane (1991)
- Elvenblood (1995)
- Elvenborn (2002)

The Mark of the Cat
- The Mark of the Cat (1992)
- The Mark of the Cat: Year of the Rat (2001)

Carolus Rex (mit Rosemary Edghill)
- The Shadow of Albion (1999)
- Leopard in Exile (2001)

Cycle of Oak, Yew, Ash, and Rowan (mit Sasha Miller)
- To the King a Daughter (2000)
- Knight or Knave (2001)
- A Crown Disowned (2002)
- Dragon Blade (2005)

### Einzelromane
- The Prince Commands (1934)
- Ralestone Luck (1938)
- Follow the Drum (1942)
- Rogue Reynard (1947)
- Scarface (1948)
- Huon of the Horn (1951)
- Daybreak 2250 AD auch: Star Man’s Son (1952)
  - Deutsch: Das große Abenteuer des Mutanten. Moewig, 1965.
- Murders for Sale (1954, auch als Sneeze on Sunday, mit Gene Allen Hogarth)
- Yankee Privateer (1955)
- Sea Siege (1957)
- Star Gate (1958)
  - Deutsch: Blut der Sternengötter. Pabel, 1973.
- Secret of the Lost Race auch: Wolfshead (1959)
  - Deutsch: Das Geheimnis der Verlorenen. Pabel, 1960.
- Shadow Hawk (1960)
- The Sioux Spaceman (1960)
  - Deutsch: Die Sklaven von Klor. Pabel, 1960.
- Star Hunter (1961)
  - Deutsch: Gehirnwäsche auch: Das Geheimnis des Dschungelplaneten. 1979, ISBN 3-548-03013-0.
- Eye of the Monster (1962)
  - Deutsch: Im Dschungel von Ishkur. Pabel, 1963.
- The X Factor (1965)
  - Deutsch: Der Faktor X. Pabel, 1973.
- Operation Time Search (1967)
- Stand to Horse (1968)
- Ice Crown (1970)
  - Deutsch: Die Eiskrone. Pabel, 1972.
- Bertie and May (1971, mit Bertha Stemm Norton)
- Breed to Come (1972)
- Garan the Eternal (1972)
  - Deutsch: Garan – der Ewige. Pabel, 1974.
- Here Abide Monsters (1973)
  - Deutsch: Die Alptraumwelt. 1985, ISBN 3-8118-3853-9.
- Iron Cage (1974)
- Outside (1974)
- The Day of the Ness (1975, mit Michael Gilbert)
- Knave of Dreams (1975)
- Merlin’s Mirror (1975)
  - Deutsch: Merlins Spiegel. 1984, ISBN 3-8118-3801-6.
- No Night Without Stars (1975)
  - Deutsch: Herrscher über den Abgrund. 1977, ISBN 3-414-11900-5.
- The White Jade Fox (1975)
- Perilous Dreams (1976)
  - Deutsch: Traum ohne Wiederkehr. Pabel, 1981.
- The Opal-eyed Fan (1977)
- Velvet Shadows (1977)
- Quag Keep (1978)
- Yurth Burden (1978)
  - Deutsch: Sternenteufel. Pabel, 1981.
- Snow Shadow (1979)
- Seven Spells to Sunday (1979, mit Phyllis Miller)
- Voorloper (1980)
  - Deutsch: Das Geheimnis der Voorloper. 1983, ISBN 3-404-22054-4.
- Iron Butterflies (1980)
- Ten Mile Treasure (1981)
- Maid at Arms (1981, mit Enid Cushing)
- Moon Called (1982)
- Caroline (1982, mit Enid Cushing)
- Wheel of Stars (1983)
- Stand and Deliver (1984)
- The House of Shadows (1984, mit Phyllis Miller)
- Ride the Green Dragon (1985, mit Phyllis Miller)
- Serpent’s Tooth (1987)
- Imperial Lady: A Fantasy of Han China (1989, mit Susan Shwartz)
- The Jekyll Legacy (1990, mit Robert Bloch)
  - Deutsch: Dr. Jekylls Erbe. 1993, ISBN 3-404-13454-0.
- Empire of the Eagle (1993, mit Susan Shwartz)
- The Hands of Lyr (1994)
- Tiger Burning Bright (1995, mit Marion Zimmer Bradley und Mercedes Lackey)
  - Deutsch: Der Tigerclan von Merina. 1996, ISBN 3-453-12491-X.
- Mirror of Destiny (1995)
- The Monster’s Legacy (1996)
- The Scent of Magic (1998)
- The Burning Stone (1998, mit Kate Elliott)
- Quest Across Time (1999)
- Wind in the Stone (1999)
- Darkness and Dawn (2003)
- Three Hands for Scorpio (2005)
- Return to Quag Keep (2006, mit Jean Rabe)
- A Taste of Magic (2006, mit Jean Rabe)
- From the Sea to the Stars (2007)
- Dragon Mage: A Sequel to Dragon Magic (2008, mit Jean Rabe)

### Storysammlungen
- High Sorcery (1970)
- The Many Worlds of Andre Norton (1974)
- The Book of Andre Norton (1975)
- Moon Mirror (1988)
- Wizards’ Worlds (1989, mit Ingrid Zierhut)
- Andre Norton: Fables and Futures (1989)

### Herausgeber
- Small Shadows Creep (1963)
- Grand Master’s Choice (1991)
- Renaissance Faire (2005, mit Jean Rabe)

Magic in Ithkar (mit Robert Adams)
- Magic in Ithkar (1985)
- Magic in Ithkar 2 (1985)
- Magic in Ithkar 3 (1987)
- Magic in Ithkar 4 (1987)

Catfantastic (mit Martin H. Greenberg)
- Catfantastic: Nine Lives and Fifteen Tales (1989)
  - Deutsch: Zauberkatzen. 1993, ISBN 3-404-20220-1.
- Catfantastic II (1990)
- Catfantastic III (1994)
- Catfantastic IV (1996)
- Catfantastic V (1999)

### Sachliteratur
- Gates to Tomorrow: An Introduction to Science Fiction (1973, mit Ernestine Donaldy)